# Exousiastes
Exousiastes (en griego: εξουσιαστής, literalmente, "uno que ejecuta la autoridad") era un título aplicado en el Imperio bizantino a algunos gobernantes extranjeros soberanos, considerados de rango superior al de un arconte ordinario. El término se hizo vigente en los siglos X y XI debido a que, en ese momento, el término basileus ("rey") estaba reservado exclusivamente para el monarca bizantino.
Un capítulo del De Ceremoniis de Constantino VII (r. 913-959), un libro bizantino de protocolos de la corte, menciona un "exousiastes de renombre de Abjasia" así como un "exousiastes muy respetado y noble de los musulmanes". Al gobernante de Alania se le otorgaba la variante del título, exousiokrator. El epíteto de "exousiastes de Abjasia" también aparece varias veces en el De Administrando Imperio de Constantino VII y en la correspondencia de Nicolás I el Místico. 
Otros ejemplos de uso ocasional del término incluyen los de "exousiastes de Babilonia" para el califa de Bagdad por parte de Ana Comneno, "Pankratios, exousiastes de Abjasia" para Bagrat IV de Georgia por parte de Juan Escilitzes, y también para Simeón I de Bulgaria en la correspondencia de Teodoro Dafnopate, "Constantino, exousiastes de Diokleia y Serbia" en un sello perteneciente a Constantino Bodin de Doclea, y "Teófobo, exousiastes de los persas" en un sello del líder de los kurramitas, Teófobo.